# Chester W. Chapin

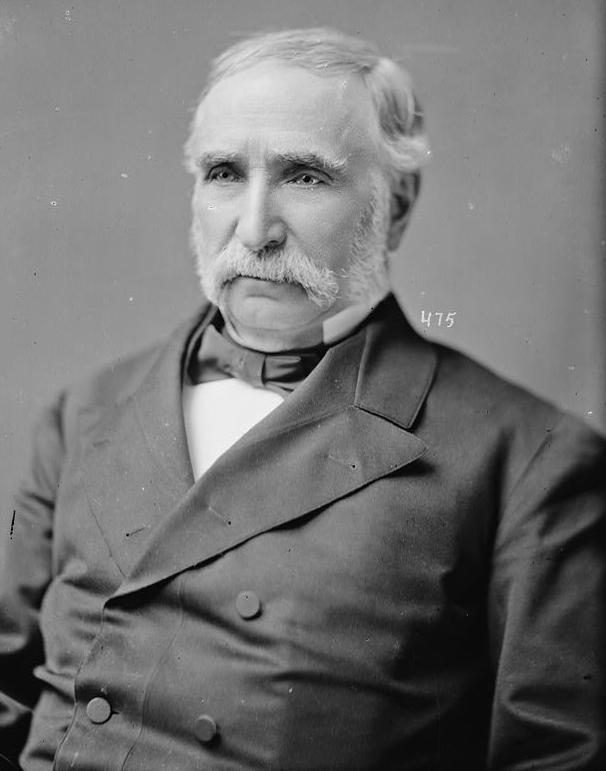
Chester W. Chapin

Chester William Chapin (* 16. Dezember 1798 in Ludlow, Hampden County, Massachusetts; † 10. Juni 1883 in Springfield, Massachusetts) war ein US-amerikanischer Politiker. Zwischen 1875 und 1877 vertrat er den Bundesstaat Massachusetts im US-Repräsentantenhaus.

## Werdegang
Chester Chapin besuchte die öffentlichen Schulen seiner Heimat und die Westfield Academy. Danach wurde er im Handel tätig. Er betrieb einige Postkutschenlinien und war auch im Fracht- und Passagierverkehr mit Dampfschiffen tätig. Später stieg er in das Eisenbahngeschäft ein und wurde Direktor bzw. Präsident bei verschiedenen regionalen Eisenbahngesellschaften und als solcher ein Gegner des Hoosac-Tunnels. Gleichzeitig schlug er als Mitglied der Demokratischen Partei eine politische Laufbahn ein. Im Jahr 1853 war er Delegierter auf einer Versammlung zur Überarbeitung der Verfassung von Massachusetts.
Bei den Kongresswahlen des Jahres 1874 wurde Chapin im elften Wahlbezirk von Massachusetts in das US-Repräsentantenhaus in Washington, D.C. gewählt, wo er am 4. März 1875 die Nachfolge von Henry L. Dawes antrat. Da er im Jahr 1876 nicht bestätigt wurde, konnte er bis zum 3. März 1877 nur eine Legislaturperiode im Kongress absolvieren. Nach dem Ende seiner Zeit im US-Repräsentantenhaus nahm Chester Chapin seine früheren Tätigkeiten wieder auf. Er starb am 10. Juni 1883 in Springfield, wo er auch beigesetzt wurde.